# Mecas pergrata
Mecas pergrata là một loài bọ cánh cứng trong họ Cerambycidae.